# Компьютер «Зверь»
Компьютер «Зверь» (англ. The Beast Computer) — появившаяся в 1970-х годы в США городская легенда и теория заговора о суперкомпьютере, расположенном в Брюсселе, который будет следить за всеми людьми в мире. Связанная с эсхатологическими настроениями, теория заговора представляет собой воплощение страхов перед компьютерами и новыми технологиями вообще.

## Теория заговора

### Краткое описание
Текст одной из наиболее устойчивых версий теории заговора, который не привязан к какому-то конкретному автору, распространявшийся по интернету, приводится в статье фольклориста Александра Панченко. В тексте говорится о некоем докторе Ханрике Эльдемане, главном аналитике Общего рынка, который в 1974 году показал лидерам Общего рынка и учёным суперкомпьютер «Зверь», расположенный на трёх этажах в штаб-квартире Общего рынка в Брюсселе. Компьютер выдаст каждому человеку на земле цифровой номер, который будет вытатуирован на теле, для использования вместо кредитных карт. Таким образом, компьютер будет управлять всей мировой торговлей.
В другом тексте из интернета, который приводит религиовед Джеймс Льюис, утверждается, что компьютер будет собирать всю информацию о людях, чтобы правительство антихриста смогло следить за ними.

### Распространение в США
В 1970-е годы в США в среде протестантских фундаменталистов (евангеликов) усиливаются эсхатологические настроения. Этому способствовало несколько причин. Объединительное движение в Европе, которое началось с подписания Римского договора (1957), трактовалось как возрождение Римской империи. Эсхатологическим пророчествам соответствовали политические события 1973 года: война Судного дня, связанные с ней нефтяной кризис и ухудшение отношений между США и СССР. Среди протестантских фундаменталистов была популярна технофобия: к страху перед телевидением как орудием антихриста прибавился страх перед компьютерами.
По одной версии, впервые теория заговора о компьютере «Зверь» появилась в романе-антиутопии американского христианского писателя Джо Массера «И се конь блед…» («Behold a Pale Horse», 1972). По другой версии, Массер не имел отношения к созданию этой теории заговора, а её вероятными создателями были Дэвид Веббер и Ной Хатчингс, авторы книг об апокалиптической роли компьютеров.
В 1975 году евангелическая Юго-западная радиоцерковь в Оклахоме сообщила, что в Брюсселе располагается суперкомпьютер под названием «Зверь», который объединит все банки в мире и приведёт к социалистической экономике.
В том же 1975 году Колин Дил в книге «Возвратится ли Христос к 1988 году(?) 101 доказательство» написал, что лидерам Общего рынка во время встречи в Брюсселе показали компьютер «Зверь». «Зверь» должен присвоить каждому человеку номер, который будет нанесён на тело и заменит кредитные карты. Автор намекал на появившиеся в 1974 году штрихкоды и отсылал к фрагменту о числе зверя из 13-й главы Откровения Иоанна Богослова:
И он сделает то, что всем, малым и великим, богатым и нищим, свободным и рабам, положено будет начертание на правую руку их или на чело их, и что никому нельзя будет ни покупать, ни продавать, кроме того, кто имеет это начертание, или имя зверя, или число имени его. Здесь мудрость. Кто имеет ум, тот сочти число зверя, ибо это число человеческое; число его шестьсот шестьдесят шесть.Откр. 13:16–18
В 1979 году автор статьи в издании «Awakeners Newsletter» обвинял компьютер «Зверь» в заговоре с целью уничтожить человечество и указывал на связи компьютера с мафией, ЦРУ и Мальтийским орденом.
Большую роль в популяризации теории заговора сыграла вышедшая в 1981 году книга евангелической проповедницы Мэри Стюарт Рэлф «Когда ваши деньги теряют смысл. Система 666 в действии». Рэлф несколько раз упомянула компьютер «Зверь», утверждала, что число 666 проникло во все сферы жизни, и подчёркивала эсхатологическую роль международных организаций (Мирового банка и т. п.), а также СССР.

### Распространение в России и других странах
В 1981 году Павел Ваулин, эмигрант из СССР, профессор Университета Южной Алабамы, перевёл на русский язык фрагменты из книги Рэлф и под названием «Наступление зверя» опубликовал их в издаваемом им журнале «Нива» . Другой перевод фрагментов из книги Рэлф был сделан американскими старообрядцами и в конце 1980-х проник в СССР: в 1989 году текст о нумерации людей с помощью компьютера был обнаружен в архиве одного старообрядца в Свердловской области.
Афонские монахи перевели книги Рэлф на греческий язык. В 1987 году афонский монах Паисий Святогорец написал книгу «Знамения времён, 666», где говорилось, что «компьютерный „зверь“ в Брюсселе с числом 666 уже почти проглотил все страны». В 1991 году журнал «Наш современник» опубликовал письмо живущего в Великобритании схимонаха Антония (Чернова) о компьютере «Зверь». В 1995 году письмо было перепечатано в книге «Россия перед Вторым пришествием». Основатель Богородичного центра Иоанн (Береславский) упоминает о «Звере» в книге 1992 года. Компьютер «Зверь» стал важным мотивом в эсхатологии Белого братства.
Теория заговора о компьютере «Зверь» стала частью православного «конспирологического канона», связанного с отрицанием штрихкодов, ИНН, СНИЛС. В отличие от американских евангеликов, российские сторонники теории заговора примешивают к ней антисемитизм и рассматривают её как часть еврейского заговора. Для российских верующих важно, что компьютер якобы расположен в Бельгии (как, например, тайное мировое правительство — в США), поскольку они считают Россию сакральным пространством, за пределами которого находится хаос.
Весной и летом 2020 года широкую известность получил схиигумен Сергий (Романов) своими проповедями в монастыре и видеообращениями в интернет. В своих заявлениях о «цифровом рабстве», он проповедовал, что различные идентификаторы личности (паспорта, СНИЛС, ИНН, чипирование) приведут к «цифровому рабству» антихриста, являются инструментами компьютера «Зверь» и используется в глобальном «заговоре жидокоммунистов, жидомасонов и хасидов». Он предрекал возможное убийство президента РФ Владимира Путина после подписания им закона о СНИЛС и призывал граждан писать обращения к властям. Также он отрицает реальность пандемии COVID-19, проповедуя о «чипировании населения» под видом вакцины от COVID-19, проводимой под управлением Билла Гейтса, проводником идей которого в России схимонах считает главу Сбербанка Германа Грефа. За эти высказывания и отказ прекратить видеообращения Сергий был лишён церковного сана, а впоследствии он и его сторонники объявлены раскольниками и отлучены от Церкви.
Сюжет о компьютере «Зверь» встречается не только в США и России: тексты о нём можно найти на английских, французских, бельгийских сайтах.

## Анализ
Исследователи относят сюжет о компьютере «Зверь» к теориям заговора и городским легендам.
По мнению Александра Панченко, эта теория заговора играет заметную роль в религиозной культуре России в начале XXI века. Он напоминает, что тема тотального контроля над людьми, осуществляемая враждебными силами, — традиционная часть христианской эсхатологии, которая связана с 13-й главой из Откровения Иоанна Богослова. Печать антихриста воспринимается как метка на теле: сторонники теории заговора боятся лазерной татуировки точно так же, как русские крестьяне в XIX веке боялись оспопрививания. Панченко считает, что теория заговора является частью более общего «эсхатолого-конспирологического метанарратива», распространённого как среди протестантов, так и среди православных, в котором страх штрихкода сочетается с моральными тревогами и гомофобией. Он предлагает рассмотреть сюжет о компьютере «Зверь» в рамках теории мемов и концепции «эмоциональных сообществ» Барбары Розенвейн.
Религиовед Роберт Фуллер и социальный антрополог Мария Ахметова рассматривают теорию заговора о компьютере «Зверь» в контексте страхов перед компьютерами и новыми технологиями вообще. «Компьютеры кажутся едким символом того типа знаний, которое остаётся чужим для тех, кто думает только в библейских категориях», — отмечает Фуллер.